# Spermatogenese

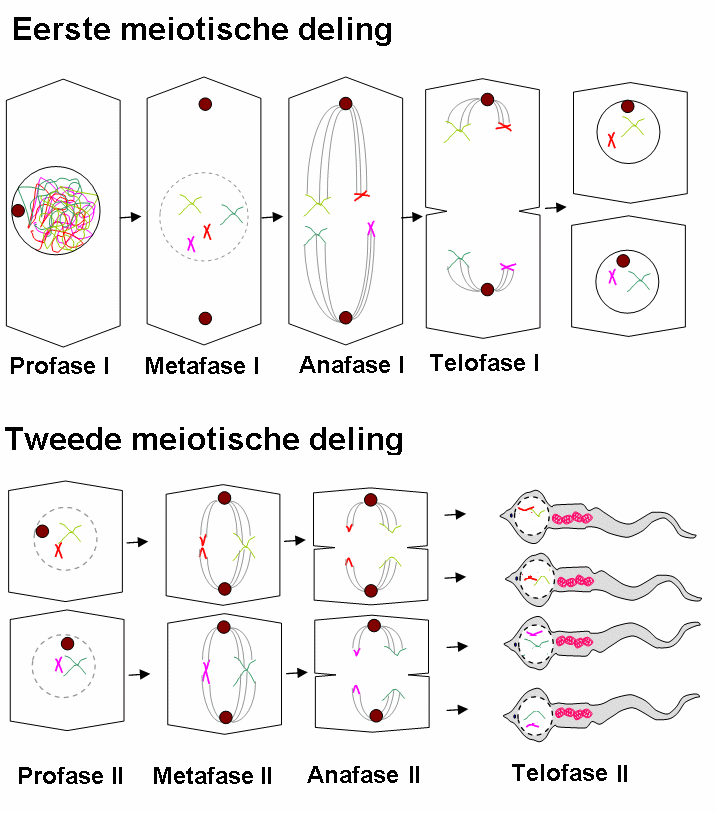
Fases van meiose

Kiemepitheel van de testikel.
1. basaal membraan
2. spermatogonia
3. primaire (1e orde) spermatocyte
4. secundaire (2e orde) spermatocyte
5. ontwikkeling van spermatide
6. rijpe spermatide
7. Sertolicel
8. zonula occludens (bloed-testisbarrière)

Spermatogenese is bij dieren de ontwikkeling van de mannelijke spermatogonia tot volwassen spermatozoa. De spermatogenese is onder te verdelen in de spermacytogenese, meiose en spermiogenese.

## Spermacytogenese

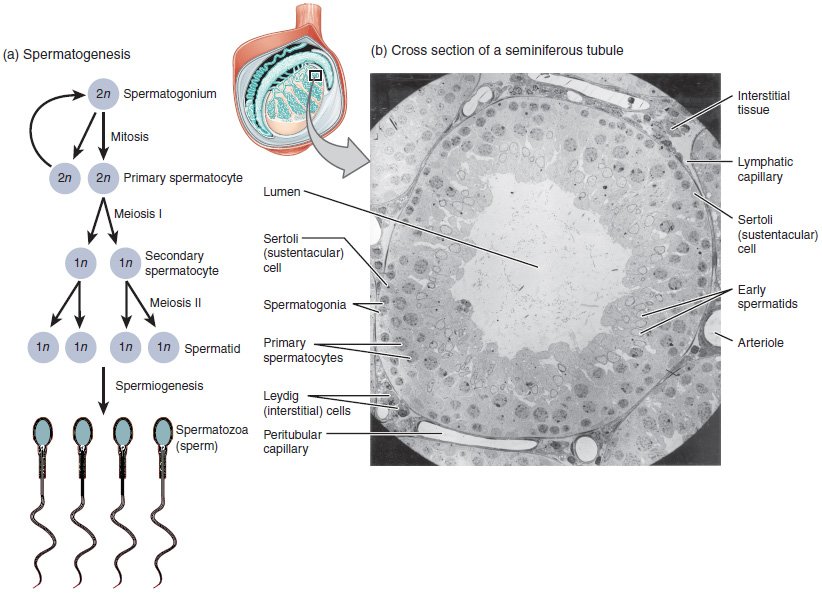
Spermatogenese naarmate de cellen zich ontwikkelen van spermatogonium, naar primaire spermatocyten, naar secundaire spermatocyten, naar spermatiden en naar zaadcel.

Gonocyten zijn de voorlopers van de spermatogonia die zich in de testis differentiëren uit oerkiemcellen rond week 7 van de embryonale ontwikkeling en blijven bestaan tot de postnatale periode, wanneer ze spermatogonia worden. Tijdens de spermatocytogenese ondergaan de spermatogonia, een soort stamcellen, mitose. Hierdoor ontstaan er meer spermatogonia. Een deel van deze spermatogonia blijft zich delen, een ander deel niet: deze cellen differentiëren zich tot spermatocyten. 
Bij de mens zijn er drie soorten spermatogonia:
- Donkere type-A-cellen: zijn waarschijnlijk de stamcellen die het systeem in stand houden. Bij deling vormen zij nieuwe donkere type-A-cellen maar ook lichte type-A-cellen.
- Lichte type-A-cellen: delen verder door mitose, en rijpen later uit tot type-B-cellen.
- Type-B-cellen: kunnen verder uitrijpen tot primaire spermatocyten.

## Meiose
De primaire spermatocyten ondergaan dan meiotische deling. Tijdens deze deling ondergaan de cellen een lange profase (22 dagen) waarin ze van elkaar kunnen worden onderscheiden op basis van het patroon waarin het nucleaire chromatine zich bevindt.
De meiotische deling vindt plaats als de cel diploteen geworden is. Iedere chromosoom uit de cel bestaat in dat stadium uit twee zusterchromatiden. Na de meiose I-deling zijn er secundaire spermatocyten gevormd die haploïd zijn. Een paar uur na de eerste deling zal de meiose II-deling plaatsvinden, waardoor haploïde spermatiden (1n) gevormd worden.

## Spermiogenese
Bij de spermiogenese worden uit de gevormde haploïde spermatiden, spermatozoa gevormd. Het proces van spermiogenese kan worden onderverdeeld in vier fases.
- Golgifase: er ontstaat een acrosomaal vesikel die uiteindelijk de kop van de zaadcel wordt en er wordt een begin gemaakt aan de vorming van het axonemacomplex dat uiteindelijk de staart van de zaadcel zal worden.
- Kapfase: Het acrosomaal vesikel groeit uit tot acrosomale kap.
- Acrosoomfase: De celkern wordt smaller en langer waardoor de cel in vorm al enigszins gaat lijken op een zaadcel.
- Rijpingsfase: Er wordt overtollig cytoplasma afgestoten. Mitochondriën migreren van de kop naar het middensegment van de rijpende zaadcel.

## Spermahistogenese
Spermahistogenese omvat alle morfologische veranderingen die optreden in de spermatide met zijn ronde kern tot de volledig gedifferentieerde zaadcel. De bredere term spermatogenese omvat ook de meiose.